# ناحیه واسیف
ناحیه واسیف ناحیه‌ای در الجزایر است که در استان تیزی وزو واقع شده‌است.